# 弗洛施塔特
弗洛施塔特（發音：[ˈfloːɐ̯ˌʃtat] ⓘ）是德国黑森州达姆施塔特行政区韦特劳县的城市，面积39.6平方千米，2023年12月31日人口为8,902人。